# Astragalus pauperculus
Astragalus pauperculus är en ärtväxtart som beskrevs av Edward Lee Greene. Astragalus pauperculus ingår i släktet vedlar, och familjen ärtväxter. Inga underarter finns listade i Catalogue of Life.